# Jacques Flèchemuller
Jacques Flèchemuller, pseudonyme de Jacques Muller, né  le 26 février 1945 à Monaco est un peintre, sculpteur et lithographe français.
Après avoir vécu à Saint-Gratien (Val-d'Oise) et dans le 20e arrondissement de Paris, il se partage entre Beaulieu et New York.

## Biographie
Jacques Muller, « naît à Monaco par accident »[réf. nécessaire] et vit à Saint-Gratien à partir de son enfance. Il est élève à Paris pendant cinq années de l'École des arts appliqués Duperré, puis de l'École nationale supérieure des beaux-arts, avant de trouver un atelier situé au 5, rue des Envierges, dans le quartier de Belleville, et de s'y adonner à la peinture. Il évoque comme « un bonheur de sa jeunesse » d'être alors l'ami de Bram Van Velde qui, dit-il, « [lui] a appris une chose essentielle : une peinture est bonne lorsque vous perdez pied en la voyant ».
En 1970, avec un groupe d'amis étudiants des Beaux-Arts, Jacques Muller se rend à Saint-Paul-de-Vence afin d'y assister aux concerts que donne à la Fondation Maeght, peu avant sa mort à New York dans des circonstances obscures, le saxophoniste de free jazz Albert Ayler avec qui une relation sympathique se noue. À la suite du vœu qui lui est formulé par Albert Ayler, en 1971 le même groupe fonde un petit cirque ambulant qui, en mémoire du musicien disparu, prend le nom d'« Albert et sa fanfare poliorcétique » (un disque intitulé La malédiction des rockers est alors enregistré) et au sein duquel Jacques Muller est clown, fakir et magicien sous le surnom de « Flèche » qu'il attachera ensuite définitivement à son patronyme dans sa signature d'artiste. Il rejoint un temps la compagnie de danse contemporaine de Maguy Marin au sein de laquelle il est comédien et gagman.
En 1973, Jacques Flèchemuller rencontre Jean Dubuffet qui s'intéresse à sa peinture et Alain Bourbonnais qui le soutient en l'exposant à l'Atelier Jacob. En même temps que des participations à des salons parisiens et des expositions en Belgique, en Suisse, en Suède, en Allemagne et aux Pays-Bas, Jacques Flèchemuller intègre alors les artistes permanents de la galerie Jeanne Bucher et y présente sa première exposition personnelle en 1981. Il part à New York dans les années 1980 où, retrouvant Puanani, Hawaïenne rencontrée à Paris qui devient rapidement son épouse, il installe son atelier dans une église désaffectée de Pine Hill (Upstate New York) pour, en 2001, venir résider à Brooklyn, s'y partageant avec des retours réguliers en France, dans un hameau de Basse Ardèche.
Jacques Flèchemuller cultive le goût de l'imagerie populaire et ses sources d'inspiration sont dans les calendriers de La Poste, dans les romans-photos et les bandes dessinées, à l'instar des Pieds nickelés : « je me souviens que, quand j'étais petit, ce type d'imagerie était considéré comme de très mauvais goût par mon entourage. J'ai commencé à les regarder sérieusement sur le tard. Aujourd'hui, je les aime au premier degré. Elles m'enchantent et j'ai un énorme respect pour les artistes qui les ont fabriquées, même si je prends aujourd'hui un malin plaisir à les transformer en des peintures qui disent tout le contraire ». Selon Corinne Bonnet, le rire de Puanani est le critère majeur de l'artiste pour mesurer que l'œuvre tient.

## Expositions personnelles
- Atelier Jacob, Paris, décembre 1973 - janvier 1974.
- Galerie Yvy, Genève, 1973, 1974.
- Galerie 92, Ostersund, 1976.
- Galerie d'Eendt, Amsterdam, 1977.
- Centre culturel d'Amsterdam-Amstelveen, 1979.
- Galerie Jeanne Bucher, Paris, 1981, 1983.
- Sag Harbor Art Gallery, New York, 1984.
- Galerie Anne Plumb, New York, 1985, 1986, 1987.
- Galerie Lavignes-Bastille, Paris, 1989.
- Maison du verre, Paris, 1986, 1990.
- Jacques Flèchemuller - Recent works, Linda Hodges Gallery, Seattle, 1987.
- Rena Bransten Gallery, San Francisco, 1988.
- Jamison Thomas Gallery, New York, 1989, 1990, 1991, 1992.
- Jamison Thomas Gallery, Portland, 1989.
- Galerie Athisma, Lyon, 1991, 1993, 1996, 1998.
- Jacques Flèchemuller - Typhoid Series, Soho Medical, New York, 1993.
- Galerie de la Pleau, Toulouse, 1993.
- Galerie Raph Debarrn, Paris et Nice, 1994.
- Annina Nosei Gallery (it), New York, 1994, 1995, 1996.
- Galerie Catherine Niederhauser, Lausanne, 1997.
- Galerie Jan Baum, Los Angeles, 1997.
- Centre de radiothérapie, Nice, 1997.
- PDX Contemporary Art, Portland, 1998, 2005, 2006, 2008, 2010, 2013.
- Thea Westreich Wagner, New York, 1998.
- Gracie Mansion Gallery, New York, novembre-décembre 1999 (Back to square one)[8],[3], octobre-novembre 2001 (Call my Mom)[9].
- Schroeder Romero & Shredder Gallery (en), New York, 2003.
- Galerie Keller, Paris, 2007, 2009[10].
- Galerie Varfok (hu), Budapest, mai-juin 2008[11].
- Jacques Flèchemuller - Me, myself and I, salle Lucie-Aubrac, Montmorency (Val-d'Oise), mai-juin 2012.
- The Good Luck Gallery, Los Angeles, 2015.
- Exposition itinérante : Do you like Flèchemuller ?, La Pièce blanche, Paris, mai 2016[12], La Posada, Aywaille, septembre 2016, Galerie La Belle Époque, Lille[13] et Galerie Une Poussière dans l'œil, Villeneuve-d'Ascq[14], décembre 2016 - janvier 2017, Galerie Rature, Liège, janvier-mars 2017.
- Jacques Flèchemuller - Je vous aime beaucoup, Galerie Corinne Bonnet, Paris, septembre-octobre 2016[15],[16],[17].
- De pire en pire, Jacques Flèchemuller - Dessins et peintures, La Danseuse (ateliers d'artistes), Roubaix, mai 2018[18].
- Jacques Flèchemuller - New paintings and paintings from the book "It's not any house you know: new myths for a changing planet" by Spencer Beebe, PDX Contemporay Art, Portland (Oregon), mars 2019[19].
- Tous les jours dans ma tête - Flèchemuller, Galerie Autour de l'image, Lyon, janvier-février 2021[20].

## Expositions collectives
- La Vénus de Milo ou les dangers de la célébrité, Musée royal d'art moderne à Bruxelles, 1970.
- Salon des réalités nouvelles, Paris, 1973, 1974, 1976.
- Salon de mai, Paris, 1975.
- Grafik aus Paris - 4 Künstler : Max Ernst, Jacques Flèchemuller, Roberto Matta, Bram van Velde, Musée de Worpswede (Allemagne), 1975.
- Cerfs-volants, images pour le ciel, Festival d'automne, Paris, 1977.
- C.R.A.C.A.P., Chalon-sur-Saône, 1978.
- Galerie Jeanne Bucher, Paris, 1978, 1982.
- Cinq artistes français à New York, Ambassade de France, New York, 1984.
- Galerie Anne Plumb, New York, 1985, 1986, 1987, 1988.
- Dessins et sculptures, Manhattan Art, New York, 1985.
- Musée de La Poste, Paris, 1990 (Facteur d'art), 1994 (Plis d'excellence).
- Los Angeles Contemporary Art Fair, 1990.
- Art of the Triptych, Jamison Thomas Gallery, New York, 1990.
- Annina Nosei Gallery, New York, 1993, 1994, 1995, 1996, 1997.
- Janco Dada Museum, Ein Hod (Israël), 1994.
- Foire d'art de Bâle (stand Galerie Triebold), 1996
- Galerie Athanor, Marseille, 1997.
- French Connection, Triangle Workshop, New York, 1997.
- Galerie Tohu-bohu, Marseille, 1997.
- Journée du livre politique, Unesco, Paris, 1997.
- PDX Contemporary Art, Portland, 1997, 2000, 2002,2005, 2011, , 2012, novembre-décembre 2016 (Love is a pink cake).
- Absolute L.A. - International Biennal Art Invitational, Jan Baum Gallery, Los Angeles, 1997.
- Gracie Mansion Gallery, New Tork, 1999, 2002.
- FIAC, Paris (stand Éditions Éric Linard), Paris, 1999.
- Seeing Money, Public Venue, Portland, 1999.
- Changing FacesJim Kempner Fine Arts, New York, 1999.
- Parker's Box, New York, 2003, 2010.
- Monos Gallery, Liège, 2004, 2005.
- Galerie Keller, Paris, 2008 (Ouvrez les yeux), 2009 (Enfance), 2010, 2011, 2012, 2013.
- Institut hongrois de Paris, 2008.
- Le langage secret des animaux, Tacoma Art Museum (en), Tacoma, 2010.
- Fondation Emily Harvey, Venise, 2012.
- Les 25 ans de la Galerie du Tableau, Galerie Saint-Laurent, Marseille, décembre 2014 - janvier 2015[21].
- Des statistiques terrifiantes - Jacques Flèchemuller, Gregory Forstner, Philippe Jusforgues, Gérald Panighi, Galerie Eva Vautier, Nice, juin-août 2015[22],[23].
- La collection Thea Westreich Wagner et Ethan Wagner, Whitney Museum of American Art, New York, et Centre Georges-Pompidou, Paris, 2016[24].
- Postcards from the edge, Metro Pictures Gallery, New York, 2017.

## Collections publiques

### Allemagne
- Worpswede, musée.

### États-Unis
- Cambridge :
  - Harvard Law School Museum.
  - Schwartz Art Collection.
- Greensboro, Weatherspoon Art Museum (en) : Maori, 1995, acrylique sur toile[25].
- New York :
  - Metropolitan Museum of Art : Patience et discipline, acrylique sur papier marouflée sur toile, 180 × 234 cm, don Isabella Rossellini[26].
  - Whitney Museum of American Art.
- Portland, Portland Art Museum.

### France
- Chalon-sur-Saône, musée de Création rurale.
- Dicy, La Fabuloserie.
- Paris :
  - département des estampes et de la photographie de la Bibliothèque nationale de France.
  - Fonds national d'art contemporain
  - musée d'Art moderne de la ville de Paris.
  - musée de La Poste.

### Israël
- Ein Hod, Janco Dada Museum (en).

## Collections privées référencées
- Thea Westreich Wagner et Ethan Wagner, New York[24].